# Mario Rebollo
Mario Alberto Rebollo Bergero (Montevideo, 8 dicembre 1964) è un ex calciatore uruguaiano, di ruolo difensore.

## Carriera

### Nazionale
Nel 1988 ha giocato 4 partite in nazionale.

## Palmarès

### Club

#### Competizioni internazionali
- Coppa Interamericana: 1

Colo-Colo: 1991
- Recopa Sudamericana: 1

Colo-Colo: 1992